# 巴拿马国家统计及普查局
巴拿马国家统计及普查局（西班牙語：Instituto Nacional de Estadística y Censo, INEC）是巴拿马政府机构，负责收集和处理人口普查数据等统计数据。